# South of the Border
South of the Border és un documental polític produït i dirigit per Oliver Stone. La pel·lícula es va estrenar al Festival de Cine de Venècia del 2009. Tracta sobre la presidència d'alguns líders llatinoamericans d'esquerra, en particular els dirigents de Veneçuela, Bolívia, Argentina, Brasil, Cuba, Paraguai i l'Equador. També és rellevant durant el documental el tractament que aquests mandataris han rebut per part dels mitjans de comunicació americans.

## Contingut
El documental tracta molts aspectes de la vida del President veneçolà, Hugo Chávez, el qual és entrevistat profundament. A més també són tractats els moments més significatius de la seva carrera política; la seva emergència popular, el cop d'estat que dirigí, el seu empresonament, el triomf electoral, el cop d'Estat del 2002 i el retorn al poder. A la cinta també s'hi inclouen entrevistes a altres dirigents com són: Evo Morales, Fernando Lugo, Cristina Kirchner, Néstor Kirchner, Lula da Silva o Fernando Correa.
El film també examina les polítiques econòmiques del lliure mercat afavorides pels governs dels Estats Units d'Amèrica i el Fons Monetari Internacional durant els últims anys. Mostra com aquestes pràctiques han afavorit les grans diferències econòmiques en els països llatinoamericans. Es fa referència també a com els col·lapse econòmic argentí del 2001, la lluita contra el tràfic de drogues i el descontentament per la venda dels recursos naturals propis han propiciat l'auge d'aquests mandataris.